# アダム・ドゥダ
アダム・ドゥダ（Adam Duda 、1991年4月29日 - ）は、ポーランド・グダニスク出身のサッカー選手。IVリガ・ヤグアル・グダニスク所属。ポジションは、フォワード。

## タイトル
コンコルディア・エルブロンク
- IVリガ (ヴァルミア＝マズールィ県): 2018-19[2]

ゲダニャ・グダニスク
- IVリガ (ポモージェ県): 2021-22[3]